# Dominic Sessa
Dominic Sessa (Cherry Hill, 25 ottobre 2002) è un attore statunitense.
Ha debuttato sul grande schermo con il ruolo di Angus Tully nel film The Holdovers - Lezioni di vita di Alexander Payne (2023), per il quale si è aggiudicato un Critics Choice Award ed è stato candidato al Premio BAFTA nella sezione miglior attore non protagonista.

## Biografia
Sessa è nato a Cherry Hill ed è cresciuto tra Egg Harbor Township e Ocean City. Sua madre era un'insegnante, mentre suo padre morì quando Sessa aveva 14 anni. Ha frequentato poi la Deerfield Academy, dove si è avvicinato alla recitazione apparendo in allestimenti scolastici dell'Antigone di Sofocle e Rumors di Neil Simon, dirigendo anche un estratto del dramma A porte chiuse. Nel 2022 ha iniziato a studiare alla Carnegie Mellon School of Drama.
Nel 2023 ha fatto il suo esordio sul grande schermo con il film The Holdovers - Lezioni di vita, dopo essere stato scoperto dalla direttrice dei casting Susan Shopmaker, che aveva voluto offrire agli studenti della Deerfield Academy la possibilità di partecipare alle audizioni per il ruolo del co-protagonista Angus Tully. Per la sua interpretazione ha ottenuto il plauso del pubblico e della critica, ricevendo diversi premi e riconoscimenti, tra cui un Critics' Choice Award come miglior giovane interprete e una candidatura ai BAFTA come miglior attore non protagonista.

## Filmografia
- The Holdovers - Lezioni di vita (The Holdovers), regia di Alexander Payne (2023)

## Riconoscimenti
- Premio BAFTA
  - 2024 - Candidatura al miglior attore non protagonista per The Holdovers - Lezioni di vita
- Critics' Choice Award
  - 2024 - Miglior giovane interprete per The Holdovers - Lezioni di vita
  - 2024 - Candidatura al miglior cast corale per The Holdovers - Lezioni di vita

- Satellite Award
  - 2024 - Candidatura al miglior attore non protagonista per The Holdovers - Lezioni di vita